# Микушевич, Владимир Борисович

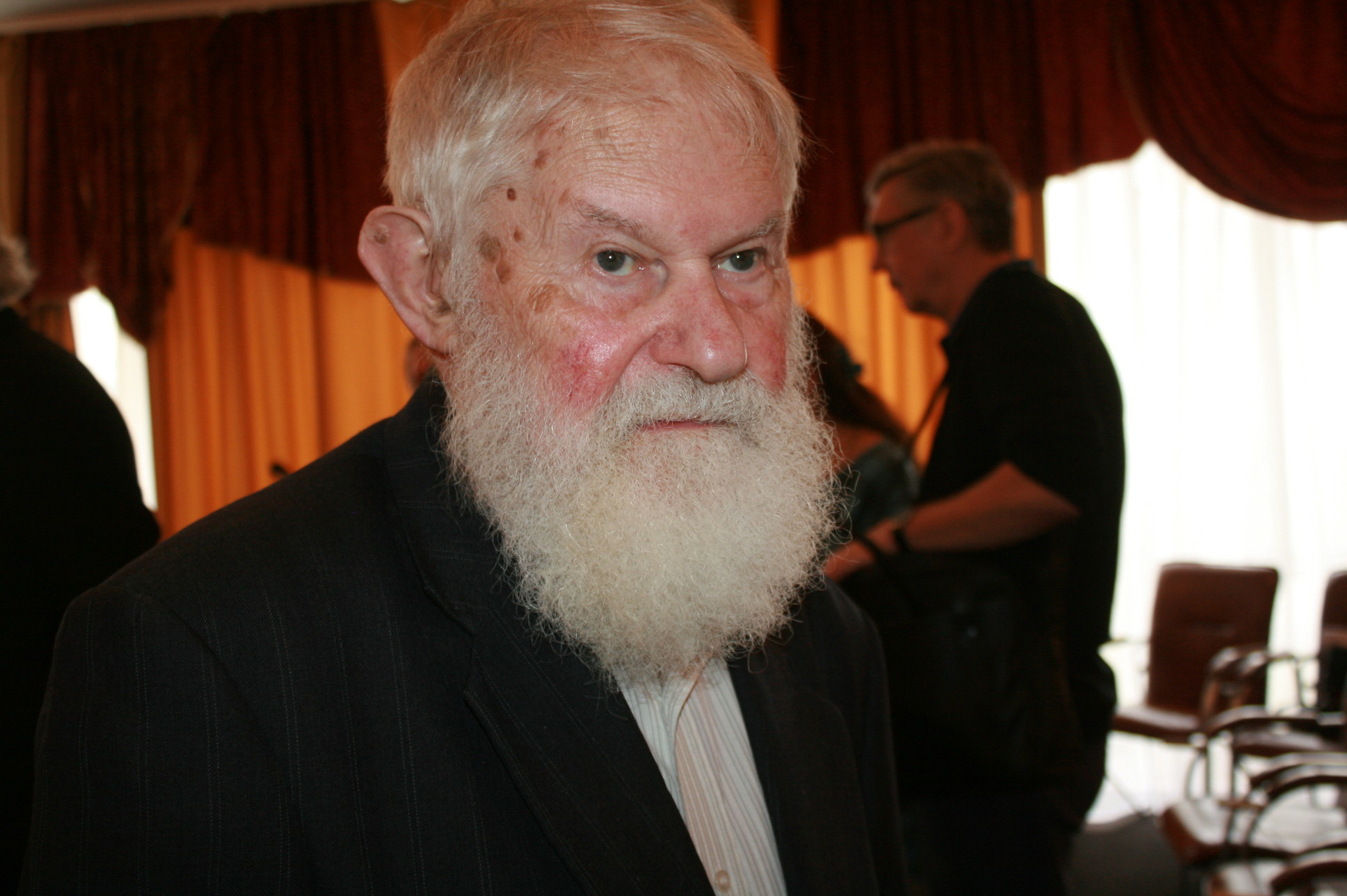

Влади́мир Бори́сович Микуше́вич (5 июля 1936 или 1936, Москва — 23 октября 2024) — русский поэт, прозаик, переводчик, религиозный философ.

## Биография
Родился 5 июля 1936 года в Москве. Родители — Нина Николаевна и Борис Маркович, инженеры-экономисты.
В 1960 году окончил Московский институт иностранных языков. Преподавал в Литературном институте, Институте журналистики и литературного творчества, читал лекции в МИФИ, МАрхИ и других вузах. Регулярно встречался с читателями в московских музеях и библиотеках.
По собственному признанию, переводить начал с 13 лет. Переводил с немецкого, французского, английского, итальянского языков. Наиболее близкой себе считал немецкую культуру, что выражалось не только в переводах, но и в оригинальных поэтических текстах, написанных по-немецки. Классические переводы Микушевича известны читателю с 1970-х гг. (серия БВЛ), первая собственная поэтическая книга вышла только в 1989 году, в условиях коммунистической цензуры это было невозможно. Творчество Микушевича впитало эстетику Серебряного века (Белый, Волошин, Вяч. Иванов), французов поры «бель эпок», немцев Стефана Георге и Рильке, народный духовный стих и поэзию русского учёного монашества (Симеон Полоцкий). Кредо Микушевича можно выразить словами Элиота «ремонт старых кораблей». Для христианской (европейской и русской) культуры, по мнению Микушевича, другого пути нет, если она хочет выжить, а не совершить коллективный суицид.
С 2017 года до своей смерти был автором и ведущим цикла «Магистр игры» на телеканале «Культура» (60 фильмов).
Состоял в Союзе писателей СССР и России. Жил в Москве и Малаховке.
Скончался 23 октября 2024 года на 89 году жизни. Похоронен на Перловском кладбище.

### Взгляды
Лучшей формой политического правления для России считал монархию, что не отменяет стихию природного русского анархизма и «гуляй-поля». Неоднократно высказывался о фальши современной литературной жизни в России, считал принятую систему литпремий инструментом идеологической и семейной поддержки «своих». В эфире радио «Радонеж» отрицательно высказывался о действиях России в Сирии, Украине и Белоруссии.

## Творчество

### Стихотворения
- Крестница Зари: Стихотворения и поэма. — М.: Современник, 1989. — 222 с. — (Новинки «Современника»). ISBN 5-270-00550-6
- Сонеты к Пречистой Деве. — М.: Ключ, 1997. — 31 с. — (Русская духовная поэзия. Библиотека издательства «Ключ» Кн. 1). ISBN 5-7082-0032-6 (ошибоч.) (25 сонетов)
  - Сонеты к Пречистой Деве. 2-е изд. — Таллинн: Aleksandra, 1999. — 55 с. ISBN 9985-827-40-6 (50 сонетов)
  - Сонеты к Пречистой Деве. 3-е изд. — М.: Из-во Р. Элинина, 2006. — 167 с. ISBN 5-86280-058-1 (153 сонета)
- Бусенец: Стихи. — М.: Библиотека «Надмосковье», 2003. — 114 с. ISBN 5-949633-004-3 (ошибоч.)
- Сонеты к Татьяне. — Таллинн: Aleksandra, 2008. — 90 с. ISBN 978-9985-827-91-8
- Голуби-свидетели: Стихи. — Таллинн: Aleksandra, 2013. — 80 с. ISBN 978-9949-9334-5-7
- Сам-Град: Книга стихов. — М.: Энигма, 2016. — 144 с. ISBN 978-5-94698-241-2
- Ток: Стихотворения — М.: ИПО «У Никитских ворот», 2019. — 272 с. ISBN 978-5-00095-844-5
- Русские хокку. — М.: Перо, 2022. — 116 с. ISBN 978-5-00204-174-9

### Романы
- Будущий год: Роман-мозаика. — М.: Энигма, 2002. — 432 с. ISBN 5-94698-004-1
- Воскресение в Третьем Риме: Роман-предание. — М.: Энигма, 2005. — 576 с. ISBN 5-94698-029-7
- Таков ад: Новые расследования старца Аверьяна. — М.: Энигма, 2012. — 224 с. ISBN 978-5-94698-096-8[6]

### Эссе
- Проблески. — Таллинн: Aleksandra, 1997. — 343 с. — (Библиотека журнала «Таллинн»; 3). ISBN 9985-827-30-9
- Власть и право: Соблазн и угроза тоталитарной демократии. — Таллинн: Aleksandra, 1998. — 295 с. ISBN 9985-827-34-1
- Пазори. Кн. 1. — Таллинн: Aleksandra, 2007. — 224 с. ISBN 9985-827-87-1 (ошибоч.)
- Пазори. Кн. 2. — Таллинн: Aleksandra, 2007. — 224 с. ISBN 9985-827-88-8 (ошибоч.)
- Умная сила: Опыты по исследованию творчества. — М.: Издательский дом АСК, 2022. — 927 с. ISBN 978-5-907498-15-0

### Переводы
- Нарекаци Г. Книга скорбных песнопений: Поэма / Пер. с древнеарм. В. Микушевича; Вступ. ст. Л. Озерова. — М.: Худож. лит., 1985. — 348 с.
- Бонавентура. Ночные бдения: Роман / Пер. с нем. В. Б. Микушевича; Изд. подгот. А. В. Гулыга и др.; Примеч. А. В. Михайлова. — М.: Наука, 1990. — 254 с. — (Литературные памятники). ISBN 5-02-012726-4
- Бэрнхэм С. Книга Ангелов: Размышления об ангелах в прошлом и в настоящем и правдивые истории о том, как они участвуют в нашей жизни / Пер. с англ. и послесл. В. Микушевича. — М.: Урания, 1994. — 187 с. — (Антология Урании). ISBN 5-900191-04-4
- Новалис. Гимны к ночи / Пер. с нем. и вступ. ст. В. Микушевича. — М.: Энигма, 1996. — 188 с. — (Rosarium). ISBN 5-85747-016-1
- Петрарка Ф. Триумфы / Пер. В. Микушевича. — М.: Время, 2000. — 254 с. — (Триумфы). ISBN 5-94117-007-6
- Новалис. Генрих фон Офтердинген / Изд. подгот. В. Б. Микушевич. — М.: НИЦ Ладомир; Наука, 2003. — 280 с. — (Литературные памятники). ISBN 5-86218-399-X
- Рильке Р. М. Сады: Поздние стихотворения / Пер. с нем. и фр., послесл. В. Микушевича. — М.: Время, 2003. — 319 с. — (Триумфы). ISBN 5-94117-036-X
- Шекспир У. Сонеты / Пер. с англ. В. Микушевича. — М.: Водолей Publ., 2004. — 400 с. ISBN 5-902312-35-3
- Бенн Г. Перед концом света / Пер. с нем, сост., вступ. ст. и коммент. В. Б. Микушевича. — СПб.: Владимир Даль, 2008. — 293 с. ISBN 978-5-93615-081-4
- Вольфрам фон Эшенбах. Титурель / Вступ. ст., пер. и коммент. В. Микушевича. — М.: Ænigma, 2009. — 111 с. ISBN 978-5-94698-036-4
- Юнгер Э. Рискующее сердце / Пер. с нем., сост., вступ. ст. и коммент. В. Б. Микушевича. — СПб.: Владимир Даль, 2010. — 327 с. ISBN 978-5-93615-089-0
- Кроули А. Благодатная Мария: Поэма / Пер. с англ. и вступ. очерк В. Микушевича. — Москва: Энигма, 2013. — 111 с. ISBN 978-5-94698-118-7
- Мёрике Э. Старый башенный петух = Der alte Turmbabn: Стихотворения / Пер. с нем., сост., вступ. ст. и коммент. В. Б. Микушевича. — СПб.: Владимир Даль, 2014. — 367 с. Текст паралл. на нем. и рус. яз. ISBN 978-5-93615-131-6
- Рильке Р. М. Книги стихов [Книга часов; Книга картин; Новые стихотворения; Жизнь девы Марии; Дуинские элегии; Сонеты к Орфею; Сады; Валезанские катрены] / Пер. с нем. и фр., вступ. ст. В. Микушевича. — СПб.: Азбука, 2016. — 508 с. — (Азбука-классика). ISBN 978-5-389-10355-9
- Кретьен де Труа. Ланселот; Ивэйн / Изд. подгот. В. Б. Микушевич, Н. М. Долгорукова, А. В. Демахина, М. М. Пападопуло. — М.: Ладомир; ВРС, 2019. — 741 с. — (Библиотека любителей серии «Литературные памятники»); (Памятники всемирной литературы : ПВЛ).
- Спенсер Э Королева фей: Легенда о рыцаре алого креста, или О святости / Пер. с англ., предисл. и коммент. В. Микушевича. — М.: Энигма, 2019. — 320 с. ISBN 978-5-94698-284-9
- «Вместилище миров, престолов и эпох»: Поэты Франции в переводе Владимира Микушевича / Ред. Ю. Фридштейн, О. Царейкина. — М.: Институт перевода; Центр книги Рудомино, 2023. — 335 с. — (Мастера художественного перевода). ISBN 978-5-00087-225-3
- Гёте И. В. Фауст / Пер. с нем. и подгот. изд. В. Б. Микушевича. — М.: Ладомир, 2024. — 591 с.

## Признание
- Премия принца Ангальтского, герцога Саксонского за распространение немецкой культуры в России.
- Премия посольства Франции за перевод романов Кретьена де Труа «Ивэйн, или Рыцарь со львом» и «Ланселот, или Рыцарь Повозки».
- Премия Мастер гильдии «Мастера литературного перевода» за перевод Эдмунда Спенсера «Королева фей. Легенда о рыцаре Алого Креста, или О святости».